# Kriechmodul
Der Kriechmodul {\displaystyle E_{c}} (engl. creep modulus, daher der Index c) ist ein Materialkennwert aus der Werkstofftechnik für das Kriechen. Da das Kriechen vor allem bei Kunststoffen eine Rolle spielt (zeitlicher Einfluss der Retardation bzw. Relaxation aufgrund des viskoelastischen Verhaltens der Polymere), ist es üblich, den Kriechmodul bei der Auslegung bzw. Dimensionierung von Kunststoffbauteilen zu verwenden. 
Er ist für zeitabhängige Belastungen definiert als. 
{\displaystyle E_{c}(t)} = {\displaystyle \mathrm {\frac {\sigma }{\varepsilon _{ges}(t)}} }
Dabei bezeichnet
- {\displaystyle \sigma } die mechanische Spannung (Normalspannung, nicht Schubspannung)
- {\displaystyle \varepsilon } die zeitabhängige sich einstellende Dehnung (Verhältnis von Längenänderung zur ursprünglichen Länge).

Der Kriechmodul ähnelt von der Definition her dem nicht zeitabhängigen Elastizitätsmodul, daher auch das Haupt-Formelzeichen E.
Wie der Elastizitätsmodul hat der Kriechmodul die Einheit einer Spannung:
Ec in {\displaystyle \mathrm {\frac {N}{mm^{2}}} }
bzw. in SI-Einheiten:
Ec in {\displaystyle \mathrm {\frac {N}{m^{2}}} =\mathrm {Pa} } (Pascal).